# Varicorhinus brauni
Varicorhinus brauni är en fiskart som beskrevs av Pellegrin, 1935. Varicorhinus brauni ingår i släktet Varicorhinus och familjen karpfiskar. IUCN kategoriserar arten globalt som otillräckligt studerad. Inga underarter finns listade i Catalogue of Life.